# Burlington Transit

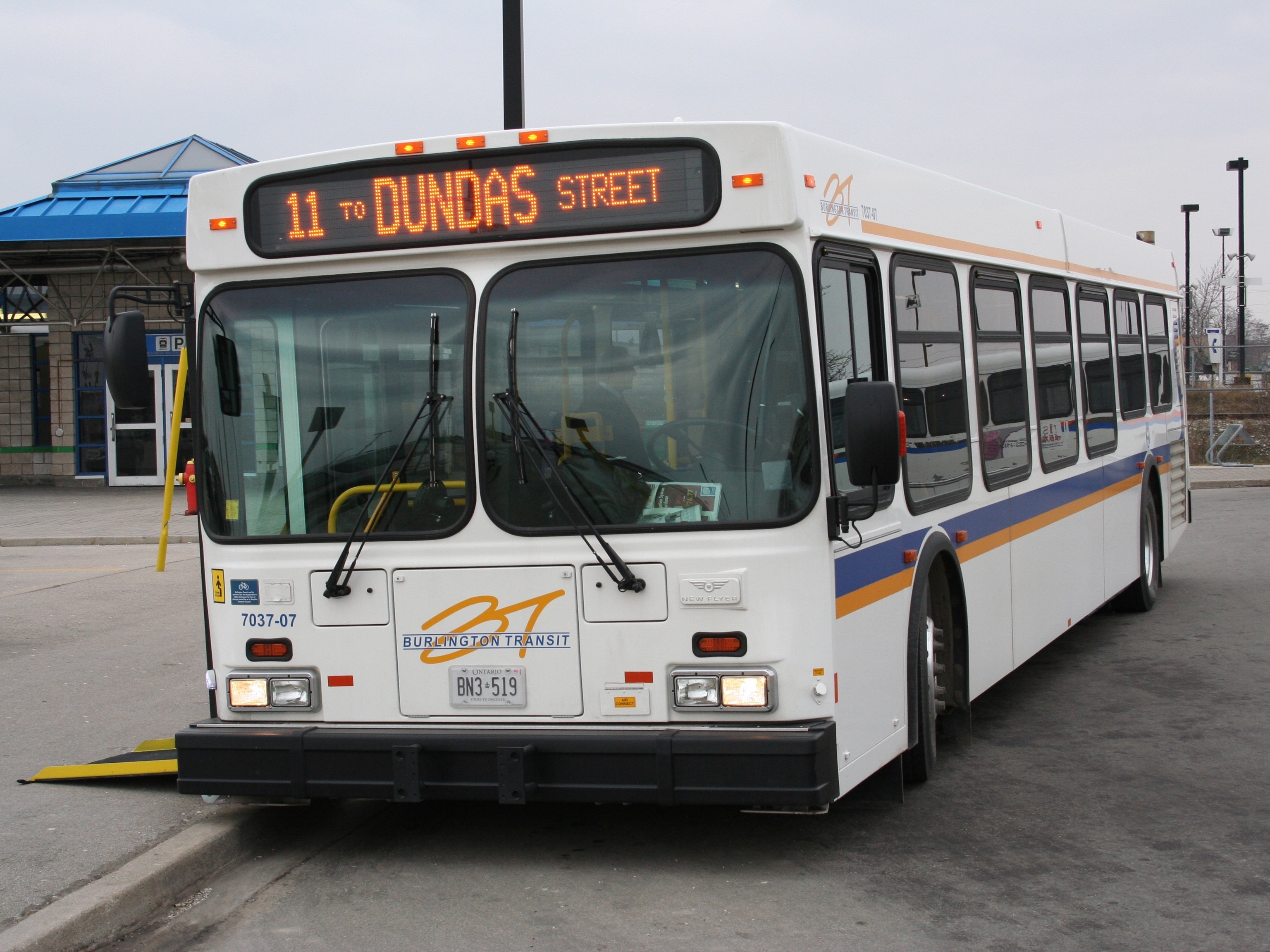
Bus de la ligne 11 de Burlington Transit

Burlington Transit est le service public responsable de la gestion des transports en commun dans la ville de Burlington, en Ontario, au Canada. La société a été fondée en 1975, la ville de Burlington étant à cette époque desservie par divers réseaux de transports épars, dont certaines des lignes de bus de la ville voisine d'Hamilton, des bus de la société Canada Coach Lines, et la ligne de trains de banlieue et les lignes de bus de GO Transit.
La société gère une quinzaine de lignes de bus, permettant des interconnexions avec les réseaux de transport en commun des villes voisines, dont les lignes de Hamilton Street Railway au Sud ou celles d'Oakville Transit à l'Ouest.